# 808
808 (DCCCVIII, na numeração romana) foi um ano bissexto do século IX, do Calendário Juliano, da Era de Cristo, teve início a um Sábado e terminou a um Domingo, e as suas letras dominicais foram B e A.
| Ano completo                      |
| --------------------------------- |
| Ano bissexto com início ao sábado |

## Eventos
- Fundação da cidade de Fez, no Marrocos